# Мостови Мостара
Мостар је добио име од ријечи мостари, тј. особама који су били чувари мостова. Мостар, град на Неретви, је једини град у БиХ који има велик број мостава. Мостови Мостара су симбол тог града, међу којима је најпознатији Стари мост.
Главни мостарски мостови су поређани Неретвом узводно:
У урбаној зони Мостара:
- Жељезнички мост
- Царински мост
- Мост Мусала (мост Јосипа Броза Тита)
- Бунурски мост
- Стари мост
- Лучки мост (мост Мујаге Комадине)
- Текијски мост (мост Хасана Бркића)
- Авијатичарски мост

У руралној зони Града Мостара:
- Мост Бегића и Беговића
- Дрежнички мост
- Бјелопољски мост (мост Потоци-Војно)
- Јужни мост

Напомена: У загради се налазе званични називи моста

## Релевантни чланци
- Мостар